# Ecomuseo del Lagorai
L’Ecomuseo del Lagorai si trova in Valsugana orientale al limite meridionale della catena del Lagorai, tra i torrenti Ceggio e Maso ed è parte dell'Oasi WWF di Valtrigona. Fanno parte dell'Ecomuseo i comuni di Carzano, Telve, Telve di Sopra e Torcegno i quali sono accomunati dal fatto che già in passato facevano parte della giurisdizione di Castellalto. L'ecomuseo si estende per una superficie di 99,62 km².

## Storia
L'Associazione verso l'ecomuseo del Lagorai nell'antica Giurisdizione di Castellalto' nasce nella primavera 2003 ad opera dei comuni di Telve, Telve di Sopra, Carzano e Torcegno  e del Sistema culturale Valsugana orientale  con l'obiettivo di far conoscere la storia ed il territorio di questi paesi, che va dal fondovalle fino alle malghe in alta quota, e soprattutto per mantenere vivo il profondo rapporto degli abitanti con la natura e la montagna, dal momento che sentono ancora propria la dimensione rurale della vita quotidiana.
L’ecomuseo riunisce quattro realtà che già in passato erano collegate da un destino comune: esse rientravano nella giurisdizione del vicino Castellalto, ed anche dal fatto che durante la prima guerra mondiale subirono il destino di essere sulla linea del fronte italiano austriaco. I comuni sono inoltre uniti anche nell’amministrazione di buona parte dei territori alpini e delle attività religiose e sociali.

## Musei ed esposizioni
L'ecomuseo del Lagorai può vantare 2 musei e varie mostre:
- Museo della Memoria storica e culturale di Telve di Sopra, in cui Tarcisio Trentin, in Via Tre Novembre n°6, raccoglie oggetti d'uso comune che le persone utilizzavano fino ai poco prima degli anni '50.[1] la collezione comprende all’incirca 2000 pezzi artigianali che vogliono insegnare alle nuove generazioni, quali siano le antiche tecnologie, ed far rivivere alle generazioni passate i momenti della loro giovinezza. I pezzi sono stati raccolti per la maggior parte da Tarcisio Trentin, ma anche da tutta la popolazione del paese che ha voluto collaborare a questa iniziativa.
- Museo degli usi e tradizioni di Telve, in Piazza vecchia: qui sono raccolti oggetti utili alla vita contadina, artigianale e boschiva. La collezione è stata formata dai volontari del paese[1] che avevano formato assieme nel 1985 l’’Associazione Amici del Museo’. La struttura propone a pianterreno la ricostruzione di una stalla e di una cantina, a fianco delle quali ci sono anche una fucina e una falegnameria, mentre al piano superiore è stato ricostruito l’ambiente tipico della malga.[5].
- Presso la biblioteca di Telve è esposta una mostra permanente di mineralogia[1]
- Sono inoltre presenti svariati percorsi tematici che si diramano per le montagne circostanti, il più importante è quello che, partendo dalla cinquecentesca chiesa del cimitero di Telve di Sopra, arriva fino ai ruderi del Castel San Pietro sulla cima del monte Ciolino. Questo itinerario ripercorre una serie di trincee e insediamenti della prima guerra mondiale.[2]